# OTUB2
OTUB2 (англ. OTU deubiquitinase, ubiquitin aldehyde binding 2) – білок, який кодується однойменним геном, розташованим у людей на короткому плечі 14-ї хромосоми. Довжина поліпептидного ланцюга білка становить 234 амінокислот, а молекулярна маса — 27 213.
| 10         |  | 20         |  | 30         |  | 40         |  | 50         |
| ---------- |  | ---------- |  | ---------- |  | ---------- |  | ---------- |
| MSETSFNLIS |  | EKCDILSILR |  | DHPENRIYRR |  | KIEELSKRFT |  | AIRKTKGDGN |
| CFYRALGYSY |  | LESLLGKSRE |  | IFKFKERVLQ |  | TPNDLLAAGF |  | EEHKFRNFFN |
| AFYSVVELVE |  | KDGSVSSLLK |  | VFNDQSASDH |  | IVQFLRLLTS |  | AFIRNRADFF |
| RHFIDEEMDI |  | KDFCTHEVEP |  | MATECDHIQI |  | TALSQALSIA |  | LQVEYVDEMD |
| TALNHHVFPE |  | AATPSVYLLY |  | KTSHYNILYA |  | ADKH       |  |            |

A: Аланін

C: Цистеїн

D: Аспарагінова кислота

E: Глутамінова кислота

F: Фенілаланін

G: Гліцин

H: Гістидин

I: Ізолейцин

K: Лізин

L: Лейцин

M: Метіонін

N: Аспарагін

P: Пролін

Q: Глутамін

R: Аргінін

S: Серин

T: Треонін

V: Валін

Кодований геном білок за функціями належить до гідролаз, протеаз, тіолових протеаз. 
Задіяний у таких біологічних процесах, як убіквітинування білків, альтернативний сплайсинг. 